# واثق اسود
واثق اسود (انگلیسی: Wathiq Aswad؛ زادهٔ ۱ ژوئیهٔ ۱۹۵۷) بازیکن فوتبال بود.
وی به‌همراه تیم ملی فوتبال عراق در بازی‌های المپیک تابستانی ۱۹۸۰ شرکت کرده‌است.